# Bijacovce
Bijacovce (allemand : Bettendorf in der Zips ,hongrois : Nagyolsva) est un village de Slovaquie situé dans la région de Prešov.

## Histoire
La première mention écrite du village date de 1258.

## Démographie

### Évolution de la population
| Année:               | 1994. | 2004.   | 2014.    | 2024.   |
| -------------------- | ----- | ------- | -------- | ------- |
| Nombre de personnes: | 775   | 838     | 929      | 971     |
| Différence:          |       | +8,12 % | +10,85 % | +4,52 % |

| Année:               | 2023. | 2024.   |
| -------------------- | ----- | ------- |
| Nombre de personnes: | 970   | 971     |
| Différence:          |       | +0,10 % |